# Storia di Zanzibar
L'arcipelago di Zanzibar ha avuto una storia molto complessa, caratterizzata dall'alternarsi nei secoli dell'influenza di diverse culture, che si sono via via fuse con quella delle popolazioni bantu dell'Africa orientale.

## Preistoria
L'isola di Zanzibar è abitata almeno dal Paleolitico superiore, come è stato dimostrato dal ritrovamento di strumenti microlitici (tipici delle civiltà di cacciatori-raccoglitori) databili a oltre 20.000 anni fa. Altri reperti riconducibili a diverse epoche rivelano che l'isola fu abitata in modo sostanzialmente continuativo fino all'inizio dell'epoca storica. Intorno alla metà del primo millennio cominciarono a svilupparsi comunità agricole, che conoscevano la lavorazione del ferro, e che abitavano in edifici costruiti con legno e fango.  Probabilmente sin dall'epoca ellenistica i traffici dell'oceano indiano arrivarono a toccare Zanzibar, dato che i sa che i mercanti di epoca greco-romana, provenienti dal porto di Alessandria d'Egitto, si recavano fino a Rhapta, nella regione di Azania. Data la relativa vicinanza di Unguja al continente (e la navigabilità dei tratti di mare fra le diverse isole) queste antiche popolazioni di Zanzibar erano probabilmente etnicamente simili a quelle della costa dell'Africa orientale, con le quali aveva un interscambio continuo. Il Periplus non menziona alcun "etiope" dalla pelle scura tra gli abitanti della zona. Essi compaiono solo più tardi nella Geographia di Tolomeo, ma in una regione molto più a sud, intorno al "nucleo bantu" del Mozambico settentrionale.. Vivevano probabilmente in piccoli villaggi e non giunsero mai a creare unità politiche di grandi dimensioni; per questo motivo, l'arcipelago fu in seguito facilmente colonizzato da altre civiltà più organizzate, a partire da arabi e persiani.

## Periodo shirazi

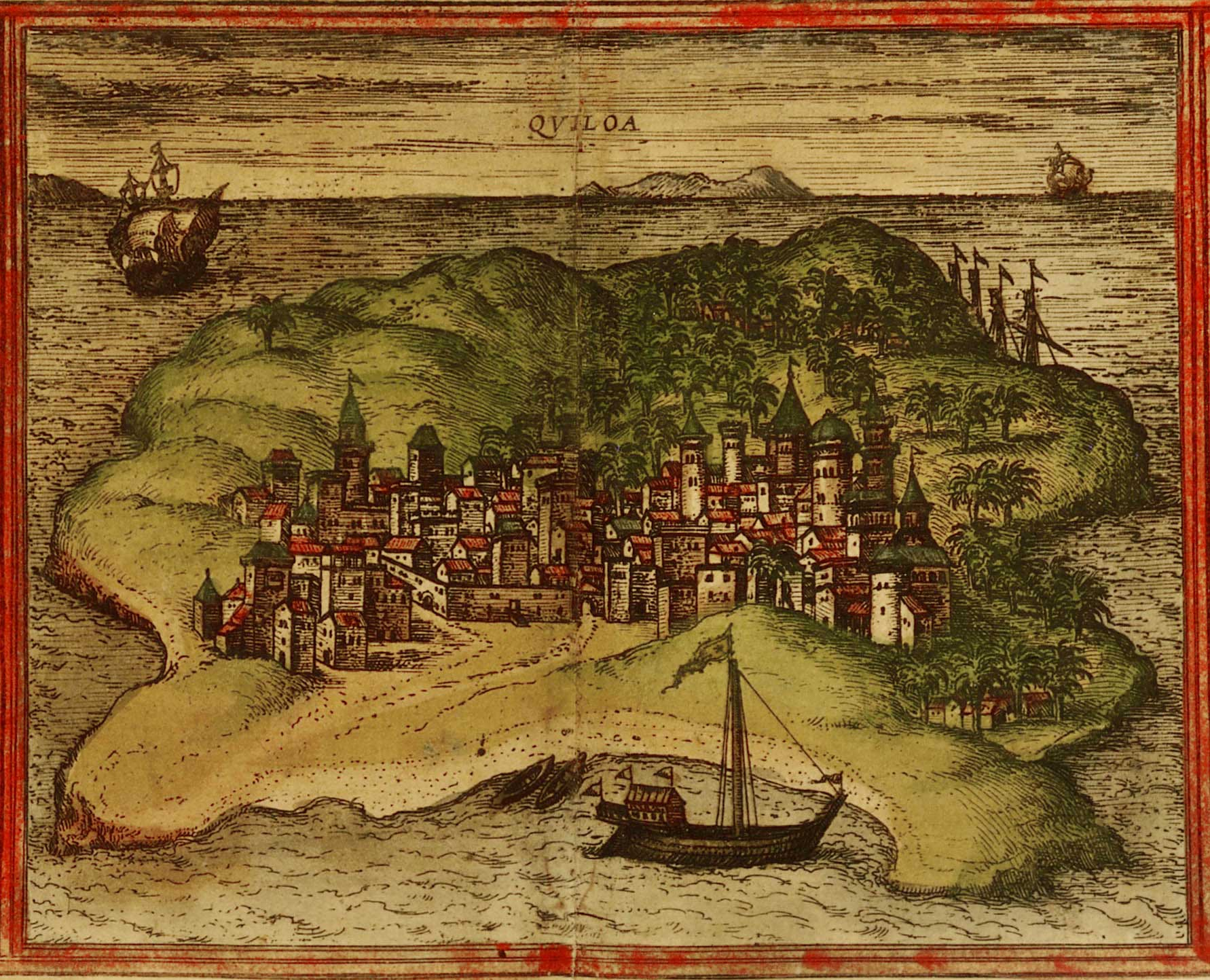
La ricca città di Kilwa, sulla costa della Tanzania, importante centro della civiltà swahili/shirazi. Illustrazione di Civitates orbis terrarum vol. I, di Georg Braun e Franz Hogenberg, 1572

Il ritrovamento di numerosi reperti in ceramica mostra che Zanzibar fu fin dall'antichità parte delle rotte commerciali su cui operavano mercanti arabi (soprattutto dello Yemen), persiani e indiani. L'isola di Unguja, e in particolare la zona dell'odierna Stone Town, sulla costa occidentale dell'isola, offriva un approdo sicuro e protetto dai monsoni, e al tempo stesso serviva come base per scambi commerciali con il continente africano. Se i primi insediamenti commerciali, con edifici in pietra (e quindi chiaramente distinti da quelli delle popolazioni bantu di origine africana) si possono far risalire al X secolo, fu soprattutto nei primi secoli del II millennio che la presenza araba e persiana iniziò a intensificarsi, sia a Zanzibar che sulla costa continentale, in quello che viene detto periodo shirazi, dalla regione persiana dello Shiraz da cui provenivano molti dei naviganti che gradualmente si insediarono nella zona. Lungo la costa dell'Africa orientale e nelle isole sorsero in questo periodo numerose città-stato, alcune delle quali, come Kilwa, estremamente ricche e potenti. La più antica moschea dell'emisfero meridionale fu quella costruita dagli yemeniti nei pressi di Kizimkazi, l'insediamento più meridionale di Unguja, nel 1107 d.C. I mercanti e coloni arabi e persiani si mischiarono con le popolazioni locali, dando luogo a una cultura che univa elementi mediorientali e bantu, e che costituì il primo nucleo di quella che sarebbe diventata la civiltà swahili.

## Periodo portoghese
L'arrivo di Vasco da Gama in Africa orientale, nel 1499, segnò una svolta decisiva nella storia delle civiltà swahili, che da quel momento avviò i contatti culturali e commerciali anche con gli Europei. I portoghesi, che possedevano le armi da fuoco e che arrivarono nella regione con l'intento di raggiungere l'India, conquistarono rapidamente l'intera costa e lo stesso arcipelago di Zanzibar, che venne formalmente annesso all'Impero portoghese nell'agosto del 1505.
I portoghesi non si sostituirono comunque alle popolazioni native nelle rotte commerciali dell'Oceano Indiano, ma si limitarono a richiedere un'autorizzazione (chiamata cartaz) alle imbarcazioni che attraccavano nei porti da essi controllati, ostacolando al contempo i mercanti sprovvisti del documento. Il dominio portoghese sulla città durò quasi due secoli e Zanzibar divenne uno dei punti d’appoggio lungo la rotta che dal Portogallo conduceva a Goa, capitale dei domini portoghesi in India.

## Periodo omanita e sultanato di Zanzibar

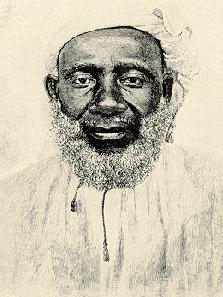
Tippu Tip

Alla fine del XVII secolo, il potente Sultanato dell'Oman cominciò a espandersi verso l'Africa orientale, soppiantando i portoghesi. Zanzibar divenne parte del sultanato nel 1698. Gli omaniti diedero nuovo impulso agli scambi commerciali nell'area, che in quest'epoca furono soprattutto alimentati dalla tratta degli schiavi (che dall'entroterra dell'Africa orientale venivano portati sulla costa, e di qui imbarcati verso l'Asia e il Medio Oriente) e dalla produzione di avorio. Gradualmente, anche grazie all'abbondante forza lavoro derivata dal commercio degli schiavi, iniziò a svilupparsi la produzione agricola da esportazione, soprattutto di spezie, che in seguito divennero uno dei prodotti chiave dell'economia di Zanzibar.
L'importanza di Zanzibar divenne talmente centrale per il sultanato di Oman, che l'odierna Stone Town (il principale insediamento omanita nell'arcipelago) divenne capitale del sultanato nel 1840, sostituendo Mascate. Il 6 aprile 1861, a seguito di una battaglia per la successione alla carica di sultano dell'Oman, Zanzibar e Oman si divisero in due principati separati. Majid bin Sa'id, figlio di Sayyid Said bin Sultan Al-Busaid, divenne Sultano di Zanzibar, mentre suo fratello Sayyid Turki bin Said Al-Busaid divenne Sultano dell'Oman. I sultani omaniti incoraggiarono anche l'immigrazione di mercanti indiani, la cui presenza sull'isola fu motore di un'ulteriore espansione commerciale verso l'Asia. Oltre a estendersi attraverso l'oceano verso est, le rotte commerciali che passavano per Zanzibar iniziarono anche a svilupparsi verso ovest, nell'entroterra africano, da cui provenivano avorio, schiavi e altre risorse naturali, fino a giungere almeno a Kindu, sul fiume Congo.
Il sultano di Zanzibar controllava anche una porzione significativa della costa africana orientale, ovvero la regione allora nota come Zanj, che includeva tra l'altro Mombasa e Dar es Salaam. Nel novembre 1886, una commissione tedesco-britannica stabilì con precisione i confini dello Zanj, identificato con una striscia di terra di 10 miglia nautiche di larghezza ed estesa in altezza da Cabo Delgado (oggi in Mozambico) fino a Kipini (Kenya), incluse tutte le isole lungo la costa e diverse cittadine oggi appartenenti alla Somalia.

### Il commercio di schiavi
Durante il periodo omanita, Zanzibar divenne il più importante centro dell'Africa orientale nel commercio di spezie e di schiavi. Nel XIX secolo, si ritiene che circa 50.000 schiavi fossero venduti ogni anno nei mercati di schiavi di Zanzibar, e l'esploratore abolizionista David Livingstone sosteneva che oltre 80.000 schiavi africani ogni anno morivano nel tragitto dall'entroterra continentale verso Zanzibar. Alcuni mercanti di schiavi, come Tippu Tip, divennero talmente ricchi e potenti da influire direttamente sulla vita politica del sultanato. Tippu Tip, in particolare, giunse a stabilire militarmente il proprio controllo su una vasta area che comprendeva parte degli odierni Malawi, Zambia, Repubblica Democratica del Congo e Uganda.

## Amministrazione britannica

Bandiera del sultanato di Zanzibar

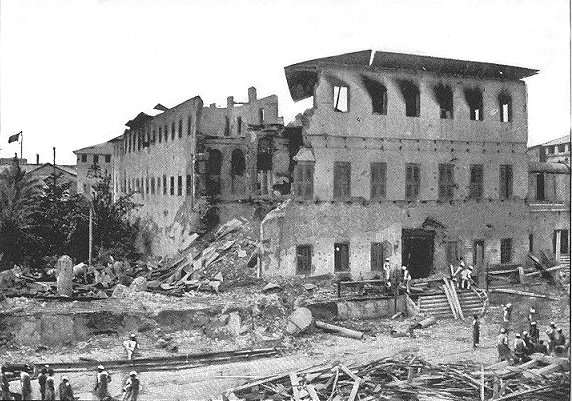
Il bombardamento di Stone Town durante la guerra anglo-zanzibariana

Fra il 1887 e il 1892 la presenza delle potenze coloniali europee in Africa Orientale andò intensificandosi; il sultanato di Zanzibar perdette gradualmente tutti i possedimenti sul continente, che passarono a Gran Bretagna, Germania e Italia (sebbene alcune di queste regioni siano state formalmente vendute o cedute solo nel XX secolo, come nel caso della cessione di Mogadiscio all'Italia nel 1905). Anche la stessa Zanzibar, data la sua importanza commerciale, fu per diverso tempo contesa fra queste potenze. Nel 1890, col Trattato di Helgoland-Zanzibar, la Germania accettò di non interferire con il Regno Unito nel processo di acquisizione del controllo dell'isola. Unguja e Pemba divennero nello stesso anno protettorato britannico. Gli inglesi lasciarono quindi il governo di Zanzibar ai sultani omaniti, ma imposero un proprio consigliere a corte, e di fatto controllarono la successione al trono. Nel 1896, un tentativo della dinastia omanita di eleggere un sultano non gradito agli inglesi risultò nella guerra anglo-zanzibariana, una guerra-lampo nota per essere la più breve della storia: l'aspirante sultano si arrese dopo appena 45 minuti di bombardamento navale della capitale. Nel 1897, per volere del Regno Unito, il sultano Hamoud abolì ufficialmente lo schiavismo.
Fino al 1963 Zanzibar rimase sotto il controllo inglese, che veniva amministrato da un governatore locale, in un primo periodo detto visir e poi residente.

## Indipendenza e rivoluzione

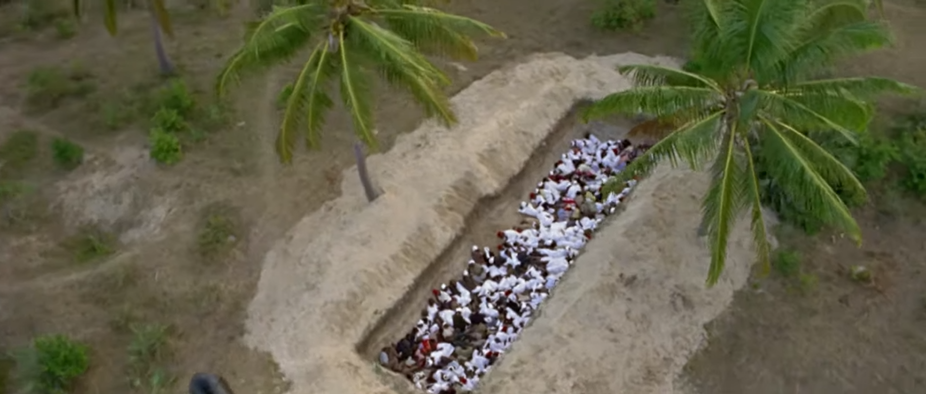
Fossa comune durante la rivoluzione dal mondo movie Africa addio.

Il 10 dicembre 1963 il Regno Unito concesse l'indipendenza a Zanzibar, che divenne una monarchia costituzionale. Questa condizione fu però di breve durata: il sultano e il governo eletto furono infatti rovesciati il 12 gennaio 1964 da una rivoluzione che ebbe tratti piuttosto confusi ma si risolse velocemente a favore degli insorti. John Okello, un ex militare ugandese e sedicente leader della rivoluzione, all'indomani della vittoria cedette il potere a Abeid Amani Karume (che al momento della ribellione e delle violenze si trovava all'estero), capo del principale partito di opposizione, l'Afro-Shirazi Party (ASP), di ispirazione socialista.
Nello stesso periodo, una quantità di arabi e indiani fuggirono da Zanzibar, in seguito alle violenze perpetrate ai loro danni dalle milizie di Okello e di altri gruppi di insorti. Questo modificò bruscamente la composizione etno-culturale della popolazione dell'isola, e causò numerose ripercussioni economiche, fra cui la chiusura dell'importante banca Jetha Lila, di proprietà indiana. Karume venne eletto presidente della nuova Repubblica Popolare di Zanzibar e fece esiliare Okello.

## Nascita della Tanzania e storia recente
Il 26 aprile 1964, l'ex colonia britannica del Tanganica e Zanzibar si unirono, formando la "Repubblica Unita di Tanganica e Zanzibar", ribattezzata il 29 ottobre 1964 Tanzania, portmanteau di "Tanganica" e "Zanzibar". Zanzibar mantenne un certo grado di autonomia, con un proprio governo e una propria costituzione, subordinati però al governo e alla costituzione centrale.
Le rivalità tra gli abitanti dell'isola principe, Zanzibar, e la più piccola Isola di Pemba, e il conflitto tra i sostenitori e gli oppositori dell'unità con il Tanganica, continuarono a lungo dopo la costituzione della Repubblica Unita. I due partiti più importanti dell'arcipelago, il Chama Cha Mapinduzi (CCM) e il Civic United Front (CUF) di Pemba, si scontrarono in modo particolarmente violento durante le elezioni del 1995. Alla vigilia delle elezioni, gli abitanti di Pemba furono vittime di episodi di violenza etnica.
Il fragile periodo di calma che seguì fu di nuovo sconquassato dalle elezioni del 2000 e dalla conseguente violenza scoppiata a Pemba nel gennaio del 2001. In seguito, rinnovati tentativi di dialogo tra il CCM e il CUF hanno ripristinato un clima più pacifico, anche se pochi progressi sono stati fatti per risolvere i problemi esistenti. Il permanere delle tensioni ha portato ad occasionali atti di violenza; si sono registrati attentati contro personaggi pubblici e contro un hotel frequentato da turisti (nel 2004).